# David Carter

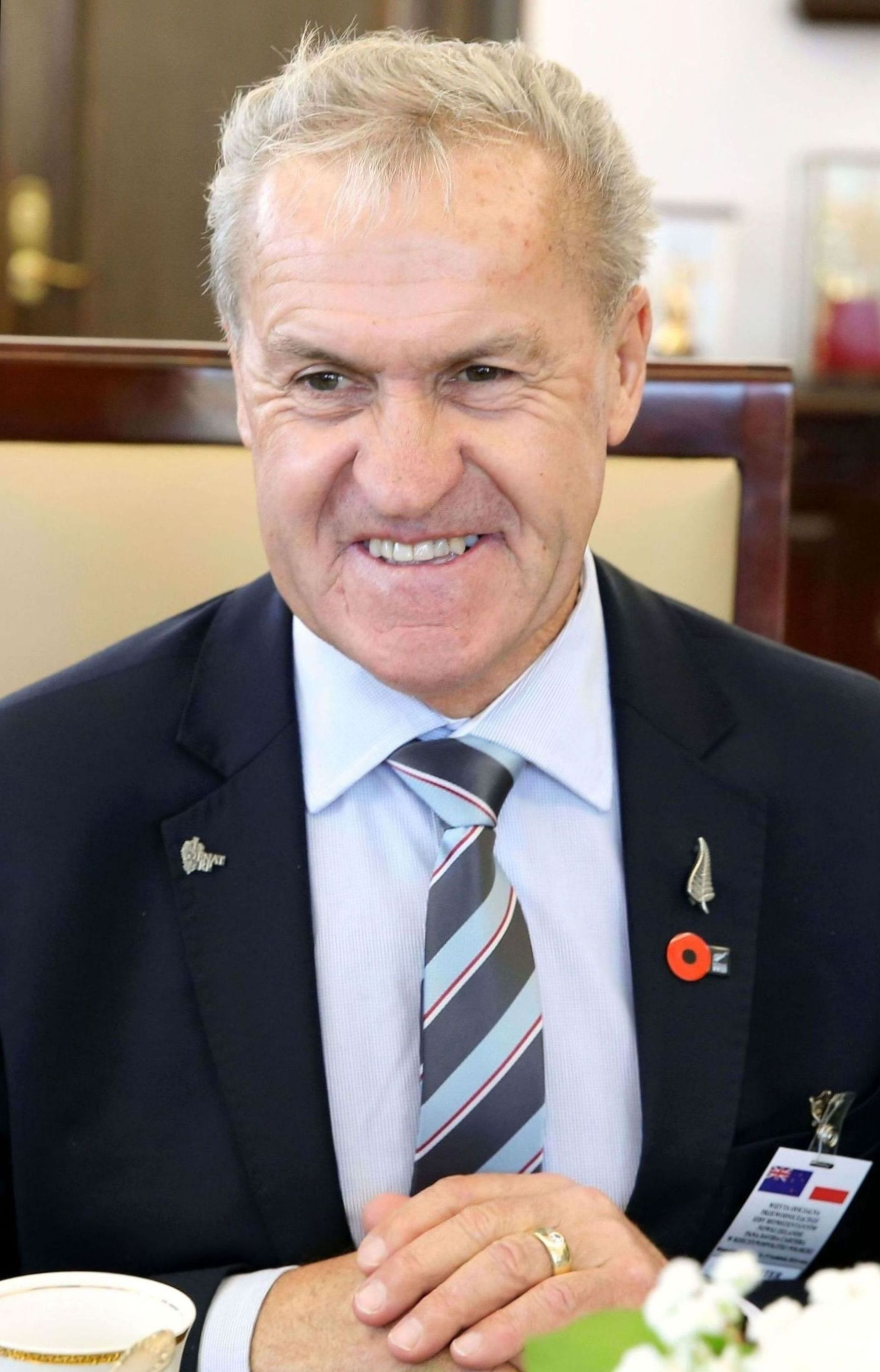
David Carter (2015)

David Cunningham Carter (3 de abril de 1952) es un político de Nueva Zelanda, exministro de gabinete y actual presidente de la Cámara de Representantes.

## Primeros años
Carter estudió en la universidad de St Bede en Christchurch, y más tarde se licenció en Ciencias Agrícolas por la Universidad de Lincoln.
Ha sido criador de ganado, especialmente ovejas, durante más de 30 años, fue pionero la primera empresa de trasplante de embriones de ganado comercial de Nueva Zelanda en el año 1974.

## Ministro de Industrias Primarias
Después de las elecciones de 2011, Carter fue nombrado ministro del recién creado Ministerio de Industrias Primarias.